# Mapia
Cet article concerne la langue mapia. Pour les îles Mapia, voir Îles Mapia.
Le mapia est une langue d'Indonésie. Elle n'avait plus qu'un seul locuteur en 2005.
Cette langue est apparentée à celles notamment des îles Carolines, des îles Mariannes et des Palaos. Elle appartient au groupe des langues micronésiennes de la branche malayo-polynésienne des langues austronésiennes.